# Arterioskleroza
Arterioskleroza je otvrdnuće (krutost) arterija. 
Arterioskleroza je opći pojam koji opisuje bilo koje otvrdnuće (i gubitak elasticiteta) srednjih ili velikih arterija (s grčkog Arterio, što znači arterija, i sclerosis, što znači otvrdnuće). 
Ne bi se smjela zamijeniti s arteriolosklerozom i aterosklerozom koje su niže opisane u detalje.     

## Vrste
- Arterioloskleroza je bilo koje otvrdnuće (i gubitak elasticiteta) arteriola (male arterije). Često se javlja zbog hipertenzije. Iako točan uzrok nije poznat, smatra se da nepravilna prehrana i nepravilan metabolizam masnih supstanci kao što je kolesterol dovode do arterioskleroze.

- Ateroskleroza je otvrdnuće neke arterije specifično zbog ateromatskog plaka. To je najuobičajeniji oblik arterioskleroze. Ateroskleroza je karakterizirana otvrdnućem intime s plakovima koji mogu sadržavati makrofage ispunjene lipidima („pjenušave stanice“). Plakovi sadrže slobodne lipide (kolesterol, itd.) i skloni su kalcifikaciji i ulceraciji.

- Arteriosclerosis obliterans se tipično viđa u srednjim i velikim arterijama donjeg ekstremiteta. Karakterizirana je fibrozom intime i kalcifikacijom medije. Lumen krvne žile može biti obliteriran ili mjestimice sužen.

- Kalcificirana skleroza medije (Monckebergova kalcificirana skleroza) većinom se viđa kod starijih osoba, obično u arterijama štitne žlijezde i uterusa. Karakterizirana je kalcifikacijom u unutarnjoj elastičnoj opni (lamina elastica interna) ali bez otvrdnuća intima ili suženja lumena krvne žile. Sličan oblik kalcifikacije unutar žilne stijenke, koji predstavlja sliku rane faze arterioskleroze, čini se da može biti induciran velikim brojem lijekova koji imaju antiproliferativni mehanizam djelovanja.